# کشتار عین هشلوشا
در حمله غافلگیرانه ۷ اکتبر ۲۰۲۳ به اسرائیل، نیروهای حماس از نوار غزه به کیبوتص عین هشلوشا در جنوب اسرائیل حمله کردند و تعداد زیادی از ساکنان آن را به قتل رساندند و غیرنظامیان را ربودند. اطلاعات دقیق در مورد مقدار این کشتار بسیار محدود است، با این حال چهار نفر از اعضای مدنی کیبوتص، در حین دفاع از کیبوتص، به دست ستیزه‌جویان حماس کشته شدند.
سه روز پس از وقوع کشتار، سی نفر از بازماندگان در کیبوتص شناسایی شدند، که چهارده نفر از آن‌ها تابعیت تایلندی داشتند.